# Через сто лет
«Через сто лет» (англ. Looking Backward: 2000—1887 — букв. «Взгляд назад») — утопический роман христианского социалиста Эдварда Беллами. Пользовался огромной популярностью в XIX веке — в первый год после публикации в США было продано 200 000 экземпляров книги, и ещё 100 000 в Великобритании. В России в 1891—1918 годах вышло как минимум семь изданий романа в трёх разных переводах, под названиями: «Через сто лет», «Будущий век», «Золотой век» и «В 2000 году».

## Содержание
В сюжетном отношении роман является типичной утопией. В 1887 году молодой бостонский рантье Джулиан Вест обратился к гипнотизёру, чтобы избавиться от бессонницы (порождённой стачками на принадлежащих ему предприятиях). Заснув, он пришёл в себя после длительного летаргического сна в 2000 году. На месте дома Веста стоит дом доктора Лита, который и становится проводником главного героя в социалистическом Бостоне. Оказывается, в течение XX века вся экономика США превратилась в единую сверхкорпорацию — «промышленную армию». Все производственные мощности являются государственной собственностью, а каждый гражданин с 21 до 45 лет обязан трудиться в «промышленной армии», но получает за счёт государственного кредита (в романе впервые описаны дебетные карты и супермаркеты) всё необходимое, включая жильё. Сверх прожиточного минимума оплачиваются тяжёлые и опасные работы, а также творческая деятельность, выводящая человека за пределы индустриального производства. Значительную часть объёма книги занимают диалоги Веста и доктора Лита о сущности нового общества. Экономическую и социальную систему будущего Беллами называл «национализмом», чтобы не вызывать ассоциаций с радикальными социалистами того времени.
Сюжетную динамику обеспечивает романтическая линия: Джулиан Вест влюбляется в дочь своего чичероне[w] — Эдит Лит, которая как две капли воды напоминает невесту Веста, которую он навсегда оставил в 1887 году. В финале романа они решают пожениться, и это примиряет Веста с новым миром. Характерной является гендерная инверсия: в мире 2000 года девушка делает предложение первой.

## Литературные особенности
Авторитарный дух произведения негативно оценивался многими социалистами, в частности Уильямом Моррисом, который в своей рецензии писал о Беллами: «…единственный идеал жизни, который могут представить ему подобные, — это сегодняшнее существование трудолюбивого специалиста, принадлежащего к среднему классу, с одной лишь поправкой: бедняга освобожден от греха соучастия в преступлениях монополистов и обрёл независимость, пришедшую на смену его нынешней роли паразита». Книга была написана с таким расчетом, чтобы сфокусировать все страхи её читателей перед рабочим движением и укрепить их веру в то, что возможен гуманный капитализм. В утопическом мире Беллами материальное потребление становится основным развлечением для населения. По словам М. Бьюмонта, "процесс покупки — почти ничем не отличим от нынешних покупок в «IKEA» или «Argos». Надежда Крупская писала о романе: «Бедна была до крайности жизнь того будущего общества, которое там изображалось, — не было там борьбы, не было коллектива».

## Издания на русском языке
- «В 2000 году», 1889[4].
- Беллами Э. Через сто лет / пер. Ф. Зинина. — СПб.: Изд. Ф. Павленкова, тип. газ. «Новости», 1891. — Переиздания: 1893, 1897, 1901, 1905, 1908.
- Беллами Э. Будущий век / пер. Л. Гей. — СПб.: Изд. А. С. Суворина, 1891. — 334 с.
- Беллами Э. Золотой век / В попул. обраб. Б.С. Маевского. — М.: Д.П. Ефимов, 1905. — Переиздания: 1913.
- Беллами Э. Через сто лет / сокр. А. А. Николаевым. — М.: Земля и воля, 1906. — 140 с. — Переиздания: Петроград; М.: Революционная мысль, 1918. — 112 с.